# Aristocrație

Ludovic al XIV-lea, regele Franței, supranumit Regele Soare

Cuvântul grec antic aristocrație definește un regim politic în care "conduc cei mai buni". Aceasta este prima definiție dată de cele mai multe dicționare. Termenul este deseori confundat cu plutocrație, (sistem în care"conduceau cei bogați"), oligarhie, (sistem în care"conduceau cei puțini") și monarhie, (sistem în care"conducea doar unul"). Termenul este deseori folosit pentru a face referire la sistemul istoric al conducerii de către nobili, care ar fi mai corect numit plutocrație. Termenii înrudiți nobilime și clasa de sus au și alte înțelesuri, dar diferențele dintre ele sunt în general ignorate. 
Prin aristocrație era definit un grup social mai mult sau mai puțin sinonim cu nobilimea. În Anglia și alte țări europene în care monarhia este încă recunoscută, un aristocrat este descendentul uneia dintre cele aproximativ 7.000 de familii mari proprietare de pământuri, care, de cele mai multe ori, sunt încă deținătorii unor mari averi, deși nu este întotdeauna așa. Aristocrația se autodefinește ca  înalta societate, (ca în 'căsătorie în înalta societate'). În epoca feudală, numai oamenii din sfera aristocrației erau considerați membri cu drepturi depline ai națiunii, celelalte persoane fiind simple proprietăți sau vasali. Aristocrația este tot ce a mai rămas din sistemul de guvernare feudal al Curților nobiliare din Europa. 
Aristocratul este unul dintre membrii aristocrației. "Aristocrat" este un cuvânt care poate fi folosit în sens peiorativ, indicând o persoană care a ajuns la un anumit statut mai degrabă prin naștere decât prin munca și meritele proprii, un astfel de statut nemeritat fiind considerat un afront de către ceilalți membri ai societății. 